# Veza Canetti
Venetiana "Veza" Taubner-Calderon Canetti (Viena, 1897 - Londres, 1963) fue una novelista, dramaturga y narradora austríaca. Sus obras, entre las que se encuentran los singulares relatos publicados en el Arbeiter Zeitung de Viena y otros medios socialistas, solo se publicaron bajo su propio nombre después de su muerte. Como era habitual en la época entre los autores satíricos o de izquierdas, prefería utilizar seudónimos, siendo su favorito Veza Magd (o Maid). Las tortugas (Die Schildkröten), ambientada en la época de la Noche de los cristales rotos, en 1938, sigue siendo su única novela publicada conocida. Su marido y premio Nobel de Literatura, Elias Canetti, la declaró póstumamente coautora de Masa y Poder.  También fue traductora de Wolf Solent de John Cowper Powys (Zsolnay, 1930), aunque aparezca como traductor de la obra Richard Hoffmann, propietario de la agencia en la que trabajaba como autónoma, y de tres libros de Upton Sinclair para Malik Verlag (1930-32), donde vuelve a aparecer un traductor varón, en esta ocasión su pareja y futuro marido, Elias Canetti.

## Trayectoria
Venetiana "Veza" Taubner-Calderon nació en Viena, Austria, en 1897 en una familia judía sefardí. Después de la Primera Guerra Mundial, trabajó como profesora de inglés. A los 26 años conoció a Elias Canetti, a quien llevaba ocho años y con quien se casaría en febrero de 1934, en un matrimonio que duró hasta la muerte de la autora en 1963. Veza no consiguió el éxito con sus novelas en vida, ya que dedicó todo su esfuerzo en la obra de su marido, por lo que se la reivindica como una autora olvidada.
Durante la década de 1930, escribió para el periódico vienés Arbeiter-Zeitungrelatos cortos basados en la vida cotidiana. Uno de ellos, Patience brings Roses (La paciencia trae rosas) se incluyó en una antología de Malik en 1932, editada por Wieland Herzfelde, Dreissig Neue Erzähler des Neuen Deutschland. La reedición de este volumen en la RDA, cincuenta años más tarde, supuso finalmente que Helmut Göbel la redescubriera. Tras la caída de la Viena Roja en febrero de 1934, fueron creciendo las dificultades para la publicación de su obra. The Tortoises, escrita durante su exilio en Londres y aceptada en un principio por Hutchinson, se remonta a su época en Anschluss, Austria, en 1938, antes de que el estallido de la guerra obligara a los editores a cancelar el contrato. Solo muchos años después de su muerte, en 1990, la publicación de Yellow Street hizo que Veza fuera redescubierta. Su ficción era a menudo política, generalmente ingeniosa y dialéctica, grotesca y en parte autobiográfica.

## Obra traducida al inglés y español
- The Tortoises (Die Schildkröten).[6] Traducida al español como Las tortugas, Editorial Seix Barral (2000).[7]
- Yellow Street (Die gelbe Straße).[8] Traducida al español con el título La calle amarilla, Muchnik Editores (1990); Xordica (2022).[9]
- The Ogre (Der Oger ), publicado en Anthology of Austrian Folkplays, trad. Richard Dixon (Riverside, CA: Ariadne, 1993).
- Patience Brings Roses (Geduld bringt Rosen), publicado en Viennese Short Stories, trad. Julian Preece (Riverside, CA: Ariadne, 2006).

- "Querido Georg": Amor, literatura y poder en tiempos oscuros: Las cartas de Elias, Veza y Georges Canetti, 1933-1948 (Nueva York: Other Press, 2010), editado por Karen Lauer y Kristian Wachinger, trad. David Dollenmayer. Obra publicada en España por Galaxia Gutenberg (2021) con el título Cartas a Georg. Amor, literatura y exilio en tiempos oscuros.[10]